# Jaume Cubells
Jaume Cubells i Sanahuja (Barcelona, 1925 - ib., 2007) fue un escultor catalán.

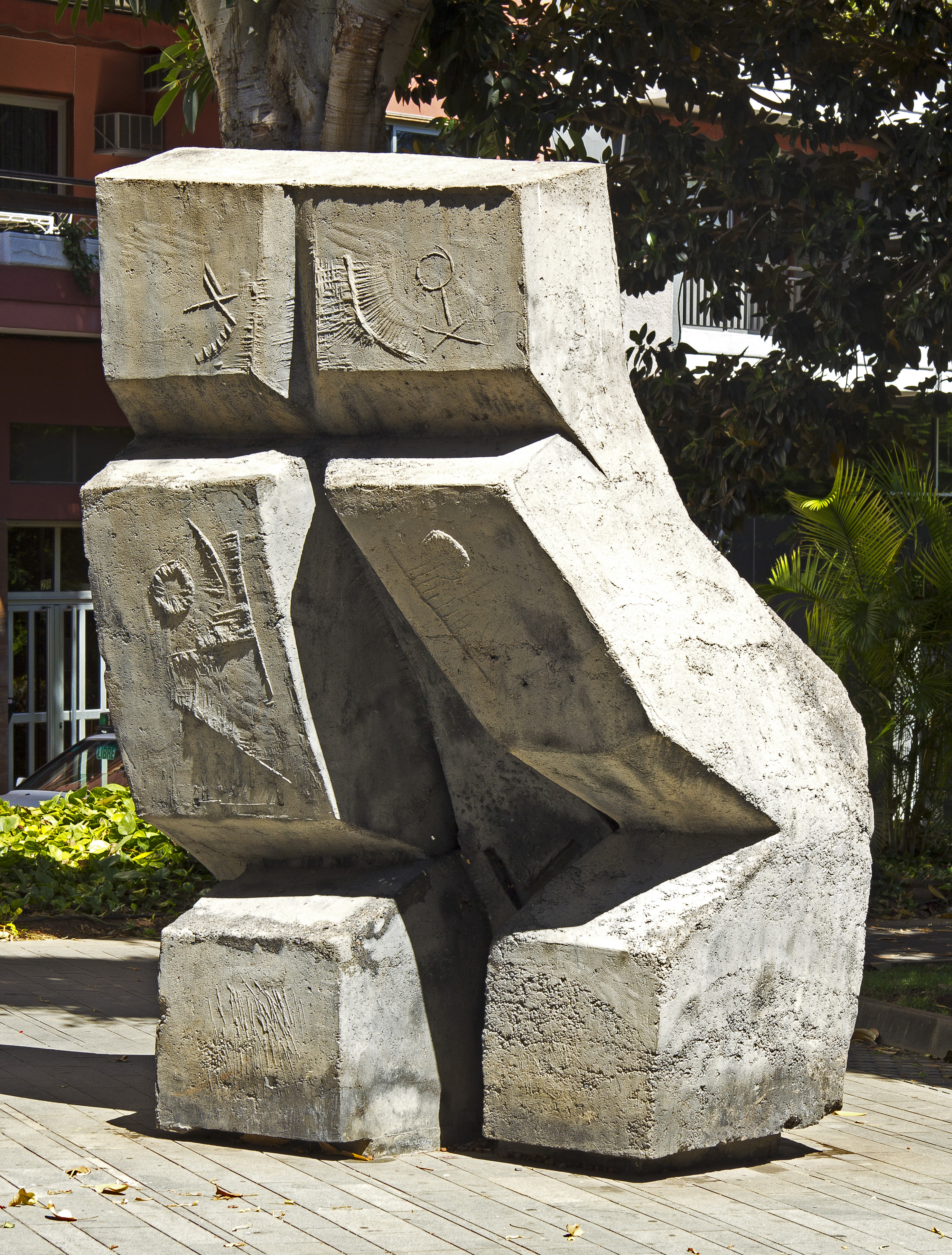
Obra para la I Exposición Internacional de Escultura en la Calle de Santa Cruz de Tenerife.

Entre 1945 y 1952 reside en Francia, estudiando a su regreso en la Escuela de Bellas Artes de Barcelona. Pasaba temporadas en Finlandia, Reino Unido y Bélgica, instalándose definitivamente en su ciudad natal desde 1960. Sus primeras obras fueron de carácter abstracto en madera, exponiendo en el Cercle Artístic de Sant Lluc en 1962 y en la Galería Belarte en 1963. Más tarde emplearía metales y resinas sintéticas. En 1967 expone con el grupo Intrarealismo en Florencia. Su obra más reciente es monumental, de rasgos sobrios y esquemáticos, e inspirada en símbolos y raíces colectivas. 
Además de en Barcelona, expuso en Amberes y Bruselas. El Museo de Arte Contemporáneo de Barcelona posee obras suyas. En 1973 participó en la I Exposición Internacional de Escultura en la Calle de Santa Cruz de Tenerife, encontrándose actualmente su obra en el Parque García Sanabria.